# Akustisches Ohm
Das Akustische Ohm, auch als Ray, nach dem englischen Physiker Lord Rayleigh, bezeichnet ist eine veraltete Einheit der Akustischen Impedanz.
1 Akustisches Ohm = 105 Pascal-Sekunden/Meter³

## Quelle
- Peter Kurzweil: Das Vieweg-Einheiten-Lexikon. Vieweg, Braunschweig/Wiesbaden 2000, ISBN 978-3528069872.
- Herbert Arthur Klein: The Science of Measurement. A Historical Survey, Dover Publication, New York, 1988, S. 708.